# Marie Juliette Louvet
Marie Juliette Louvet (9 de mayo de 1867 - 24 de septiembre de 1930) fue la amante del príncipe Luis II de Mónaco, que no estaba casado y fue la madre de su única hija, la princesa Carlota de Mónaco.

## Biografía
Conocida como Juliette, Louvet era hija de Jacques Henri Louvet (1830–1910) y su primera esposa, Joséphine Elmire Piedefer (1828–1871).
Se casó el 6 de octubre de 1885, en el noveno distrito de París, con Achille Delmaet (1860-1914), un fotógrafo conocido por sus fotos de desnudos de La Goulue (artista Moulin-Rouge), y tuvieron dos hijos, Georges Delmaet (1884-1955) y Marguerite Delmaet (1886-1964). En los registros del estado civil, Marie-Juliette es designada como costurera. Se divorciaron civilmente en París el 14 de enero de 1893. Posteriormente, se convirtió en una anfitriona en un cabaret en París, y luego en un regimiento en Argelia.
No se sabe cómo la conoció el futuro Luis II de Mónaco: puede ser que ella fuera una anfitriona en un cabaret en París y que el príncipe la llevara con él a su ciudad de guarnición. Marie-Juliette Louvet aparece como lavandera en los cuarteles de Constantina (Argelia francesa) donde sirvió (en el ejército francés) el futuro príncipe soberano Luis II de Mónaco, el Príncipe Soldado, como oficial de los cazadores de África (3.er regimiento de cazadores). Ella dio a luz a su hija, Carlota, en Constantina, Argelia, en 1898. 
Por la falta de descendencia entre los Grimaldi, y en la medida en que no pudo ser legitimada por el matrimonio (ya que nació durante el matrimonio todavía canónicamente válido de su madre con Achille Delmaet), Carlota de Mónaco fue adoptada por el príncipe soberano en 1919 y se convirtió, a los 22 años, en la heredera del Principado de Mónaco. Se casa con el conde Pierre de Polignac pero la pareja se divorció. Sin embargo, de esta unión nacen Rainiero III, príncipe de Mónaco y la princesa Antonieta, baronesa de Massy.
Marie-Juliette Louvet, nunca recibió ningún título de los príncipes Alberto y Luis. Sin embargo, es a Marie-Juliette Louvet a quien Alberto I y Luis II deben haber salvado al Principado de Mónaco de una anexión por parte de Francia al darle al futuro Luis II de Mónaco su única hija; Luis II era el único hijo de Alberto I y el Tratado de París de 1918 (tratado franco-monegasco firmado el 17 de julio de 1918) especificado en su artículo 3: "En el caso de una vacante de la corona, en particular por falta de herederos directos o adoptivos, el territorio monegasco formará, bajo el protectorado de Francia, un Estado autónomo, con el nombre de Estado de Mónaco".